# Terror am Rio Grande
Terror am Rio Grande ist ein US-amerikanischer Western aus dem Jahr 1952 von Byron Haskin mit Edmond O’Brien und Sterling Hayden in den Hauptrollen. Der Film wurde von Paramount Pictures produziert.

## Handlung
1870 arbeiten der Ingenieur Gil Harkness und sein Vorarbeiter Jim Vesser für die Denver & Rio Grande Railroad in den Bergen von Colorado. Sie erfahren, dass Leute des Konkurrenzunternehmens Canon City & San Juan Railroad in der Gegend sind. Der hitzköpfige Jim begegnet einem der Angestellten, der zu Jims Erstaunen sein Freund Bob Nelson ist. Er lernt dabei auch Bobs Vorgesetzten McCabe kennen. Trotz aller Freundschaft kommt es zwischen Jim und Bob zu einem Kampf. In dem Gerangel schießt McCabe Bob in den Rücken, der mit seinem Handlanger Johnny Buff aussagt, Jim habe Bob erschossen. Kurz darauf wird die Mordanklage gegen Jim fallengelassen, der jedoch nicht mehr zur Eisenbahn zurück will. Jims Vorgesetzter, General Palmer, versucht, Jim umzustimmen. Gil bekommt mit, dass Palmers Sekretärin Linda Prescott Jim, den sie nie gesehen hat, für einen feigen Mörder hält.
Jim besteigt einen Materialzug von Denver & Rio Grande. McCabe und Buff lösen mit einer Sprengung einen Erdrutsch aus, der die Gleise zerstört. Jim stößt auf Gil, Palmer und Linda, die sich ebenfalls im Zug befanden und erfährt, dass das Konkurrenzunternehmen eine gerichtliche Verfügung erwirkt hat, womit Denver & Rio Grande ihre Arbeiten einzustellen haben. Jim wird klar, wie gefährlich McCabe ist und entschließt sich, weiter für Palmer zu arbeiten. Kurz darauf rettet Jim Linda vor einem Unfall, für das sie sich mit einem Lächeln bedankt. Niemand weiß, dass Linda Bobs Schwester ist und für McCabe spioniert, um Bobs Tod zu rächen. Im Arbeitercamp erfährt sie, wer Jim ist und reagiert distanziert. Als Jim Palmer vorschlägt, McCabes Taktiken mit Sabotage zu beantworten, fährt ihn Linda wütend an, er würde damit ungesetzlich handeln. Am nächsten Tag reist Palmer nach Denver, um gegen die Verfügung anzugehen. Jim überredet Gil, die Arbeiten weiterzuführen, da ein kompletter Stopp immense Kosten verursache. Im Saloon will er die Arbeiter wieder einstellen, die sich jedoch, angestachelt von einem Spion McCabes, über verspätete Entlohnung beklagen. Jim feuert den Mann, was eine Schlägerei auslöst.
Palmer reist mit einem Buchhalter und der Lohngeldkasse zum Camp zurück. Der Zug wird von drei Männern überfallen, der Buchhalter erschossen und die Kasse geraubt. Im Lager rügt Palmer Jim, dass der die Arbeiten weiterführen lässt, denn der General will McCabe mit legalen Mitteln besiegen. Jim will beweisen, dass McCabe der Drahtzieher des Raubes ist und beobachtet deshalb dessen Männer beim Spielen im Saloon. Er bemerkt zwei Spieler, die hohe Summen verlieren und bezichtigt sie des Raubes. Als die beiden den Saloon verlassen, folgt Jim ihnen. Es kommt zu einer Schießerei, bei der Jim einen der Männer tötet und den anderen verletzt. Er findet bei dem Mann 1.000 Dollar, dennoch bestreitet der Verletzte, etwas mit dem Raub zu tun zu haben. Im Lager sucht Jim Linda auf und erklärt ihr, er habe sie in Richtung McCabes Lager reiten sehen. Linda weist die Anschuldigung zurück und wirft ihn aus ihrem Zelt.
Am nächsten Tag verkündet Palmer, dass die gerichtliche Verfügung aufgehoben wurde. Für eine weitere Baugenehmigung muss er am nächsten Nachmittag erneut nach Denver. Später verspricht McCabe Linda, eine Falle für Jim zu stellen, wenn sie ihm Palmers Pläne verrät. Daraufhin befiehlt er Buff, eine von Palmers Lokomotiven zu stehlen, die Telegrafenleitung an jeder Station zu zerstören und Scharfschützen entlang der Strecke zu platzieren. McCabes Pläne werden von Jim, Gil und Palmer entdeckt. Sie veranlassen die Arbeiter, McCabe zu bekämpfen. Eine von McCabes Männern errichtete Blockade wird mit einer Lokomotive durchbrochen, danach kracht sie in eine von McCabes Loks. Jim veranlasst Palmer, von einer anderen Station aus nach Denver zu reisen, während er mit Gil eine Blockade für McCabes Lager errichten lässt. In diesem Moment enthüllt Linda, dass sie Bobs Schwester sei und für McCabe spioniere. Während eines Gefechts zwischen den Parteien sucht Linda McCabes Zelt auf. Von Buff erfährt sie, dass Jim und seine Männer mit Dynamit bekämpft werden sollen. Wütend beschuldigt sie Buff des Mordes an dem Buchhalter, was Buff auch zugibt, als McCabe sein Zelt betritt. McCabe bezichtigt Buff des Verrats, woraufhin Buff McCabe als Bobs Mörder enthüllt. McCabe streitet es ab und befiehlt Buff, den mit Dynamit vollbeladenen Waggon zur Barriere zu fahren. Linda flieht aus dem Zelt und kann Jim und dessen Männer vor dem ankommenden Waggon warnen. McCabe wird von Buff in den Rücken geschossen, der bei der Explosion getötet wird.
Palmer kehrt aus Denver mit der Baugenehmigung zurück und kann Sheriff Johnson Jims Handeln erklären. Jim seinerseits freut sich auf ein Leben mit Linda.

## Produktion

### Hintergrund
Gedreht wurde der Film von Ende Juni bis Anfang August 1951 in Colorado unter anderem in Durango und Silverton sowie in den Patamount-Studios in Hollywood.
Frank Grubers Drehbuch basiert auf Dokumenten, die von der Denver and Rio Grande Western Railroad zur Verfügung gestellt wurden. Für die Dreharbeiten wurde ein ca. 70 Kilometer langes Teilstück der Bahnlinie Durango-Silverton genutzt. Paramount gab an, dass mehr als 60 Waggons sowie sechs Dampflokomotiven aus dem 19. Jahrhundert in Gebrauch waren.
Die Szene des Zugzusammenstoßes, die im Film 45 Sekunden dauert, wurde mit fünf Kamerateams innerhalb von fünf Tagen gedreht. Allein diese Szene kostete 165.000 Dollar (2023 etwa 1,9 Millionen Dollar). Für die Aufnahme wurden zwei ältere 1’D-Lokomotiven der Denver and Rio Grande Western Railroad (D&RGW) geopfert. Die C-18 Nr. 319 wurde 1882 von den Baldwin Locomotive Works in  Philadelphia gebaut und war ursprünglich als Nr. 6 bei der Florence and Cripple Creek Railroad im Einsatz bevor sie von der D&RG gekauft wurde. Die C-19 Nr. 345, ebenfalls 1882 von Baldwin gebaut, wurde direkt an die D&RG geliefert und diente vor den Filmaufnahmen noch als Rangierlokomotive im Bahnhof Durango diente. Die Kollision wurde an einem Ort etwa 40 km nördlich von Durango gefilmt, der später von den Eisenbahnern als Scrap Iron Junction ‚Schrott-Eisen-Ausweiche‘ bezeichnet wurde.

### Stab
Franz Bachelin und Hal Pereira oblag die künstlerische Leitung. Sam Comer und Bertram C. Granger waren für das Szenenbild zuständig, Edith Head für die Kostüme, Wally Westmore und William Woods für das Maskenbild. Farciot Edouart schuf die Kameraeffekte. W. Howard Greene war der Regisseur der Second Unit.

### Besetzung
In Vor- und Abspann unerwähnt blieb Jack Daly als Buchhalter.

## Synchronisation
| Rolle           | Schauspieler    | Deutscher Synchronsprecher |
| --------------- | --------------- | -------------------------- |
| Jim Vesser      | Edmond O’Brien  | Horst Niendorf             |
| McCabe          | Sterling Hayden | Gert Günther Hoffmann      |
| Gen. Palmer     | Dean Jagger     | Paul Wagner                |
| Linda Prescott  | Laura Elliott   | Margot Leonard             |
| Johnny Buff     | Lyle Bettger    | Fritz Tillmann             |
| Gil Harkness    | J. Carrol Naish | Martin Held                |
| Jane Dwyer      | ZaSu Pitts      | Ursula Krieg               |
| Sloan           | Tom Powers      | Siegfried Schürenberg      |
| Charlie Haskins | Robert Barrat   | Peter Petersz              |
| Moynihan        | Paul Fix        | Clemens Hasse              |
| Bob Nelson      | Don Haggerty    | Paul Edwin Roth            |
| Sheriff Johnson | James Burke     | Eduard Wandrey             |
| Kartengeber     | Lester Dorr     | Friedrich Joloff           |

Anmerkung: Die kursiv geschriebenen Namen sind Rollen und Darsteller, die nicht im Abspann erwähnt wurden.

## Veröffentlichung
Die Premiere des Films fand am 16. Mai 1952 in New York statt. In der Bundesrepublik Deutschland kam er am 10. Juni 1955 in die Kinos, in Österreich im August 1955.

## Kritiken
Der Filmkritiken-Aggregator Rotten Tomatoes hat in einer Auswertung ein Publikumsergebnis von 57 Prozent positiver Bewertungen ermittelt.
Das Lexikon des internationalen Films schrieb: „Ein spannender, handwerklich routinierter kampfbetonter Western vor dem Hintergrund der beeindruckenden Bergwelt Colorados.“
Die Filmzeitschrift Cinema befand: „Handwerklich perfekt, besticht der Film durch tolle Naturaufnahmen. Fazit: Kernige Kämpfe vor prachtvoller Kulisse.“
Howard Thompson von der The New York Times notierte, Regisseur Haskin habe es geschafft, anständige Bewegung und Muskelkraft in dieses routinierte Betrügerspiel zu packen, unterstützt mit einer exzellenten rasanten Kamera und malerischen Bildern.